# Justes Noces
Pour plus de détails, voir Fiche technique et Distribution.
Justes Noces (titre original : Our Wife) est un film américain réalisé par James W. Horne mettant en scène Laurel et Hardy, sorti en 1931.

## Fiche technique
- Titre original : Our Wife
- Titre français : Justes Noces
- Réalisation : James W. Horne
- Scénario : H. M. Walker (dialogues)
- Photographie : Jack Stevens et Art Lloyd[1]
- Montage : Richard C. Currier
- Ingénieur du son : Elmer Raguse
- Producteur : Hal Roach
- Société de production : Hal Roach Studios
- Société de distribution : Metro-Goldwyn-Mayer
- Pays d’origine :  États-Unis
- Langue : Anglais
- Format : Noir et blanc - 35 mm - 1,37:1  -  sonore
- Genre : Comédie
- Longueur : deux bobines
- Date de sortie : 
  - États-Unis : 16 mai 1931

## Distribution
Source principale de la distribution :
- Stan Laurel : Stanley
- Oliver Hardy : Oliver Hardy

Reste de la distribution non créditée :
- James Finlayson : le père de la mariée
- Babe London : Dulcy, la mariée
- Blanche Payson : l'épouse du juge de paix
- Charley Rogers : le valet de James Finlayson
- Ben Turpin : le juge de paix